# Mario Piccinocchi
Mario Piccinocchi (sinh ngày 21 tháng 2 năm 1995) là một cầu thủ bóng đá người Ý, thi đấu cho FC Lugano.

## Sự nghiệp câu lạc bộ
Vào ngày 29 tháng 6 năm 2015 anh được ký bởi Vicenza Calcio với bản hợp đồng 2 năm. Ngày 7 tháng 7, anh được cho mượn đến đội bóng tại Giải bóng đá vô địch quốc gia Thụy Sĩ FC Lugano.
Vào ngày 6 tháng 7 năm 2016 Piccinocchi ký bản hợp đồng mới với Lugano.